# 微軟Lumia 640
微軟Lumia 640和微軟Lumia 640 XL是由微軟移動開發的Windows Phone智能手機。在2015年3月2日發佈，爲2014年發佈的Nokia Lumia 630的後繼系列。該手機主要針對發展中國家， 但也在發達國家市場提供。两种设备在2015年6月开始在美国和其他大多数市场上市。

## 發佈和供應
Lumia 640和640 XL在2015年巴塞羅那世界行動通訊大會上亮相。 該手機定位在中端手機（儘管微軟斯堪的納維亞總經理Ossi Korpela提到Lumia 640和Lumia 640 XL是經濟實惠的高端智能手機。
Lumia640 LTE在美國最初定價129.99美元，而Lumia640 XL LTE（國家專屬AT＆T）的售價為249.99美元。
這兩款手機從2015年四月全球以雙SIM卡和LTE版上市。
在某些國家，有購買Lumia 640和640 XL贈送16GB或32GBSD記憶卡的促銷。

## 設備
儘管有著相似的名稱和型號代碼，微軟的Lumia640和微軟的Lumia640 XL其實是在外觀和功能方面都不同的設備。
Lumia 640配備了帶有康寧大猩猩玻璃3和疏油（耐指紋）塗層的5英寸高清IPS液晶顯示屏。 它由1.2 GHz四核高通Snapdragon 400處理器驅動，1 GB RAM和8 GB（3 GB可用） 的内部儲存和最高可支持128GB的可擴展存儲卡。 它内置2500mAh的鋰離子電池，帶有LED閃光燈的800萬像素後置攝像頭，和0.9萬像素廣角前置攝像頭。
微軟Lumia 640 XL相比之下更大，爲Lumia 640的「平板手機」版，帶有5.7英寸高清IPS液晶顯示屏。640 XL配備與640相同的基本硬件和網絡連接規格，但配有一個帶有LED閃光燈的蔡司工程13MP（1 /3.0“傳感器）後置攝像頭，以及一個5MP廣角朝前攝像頭。它内置3000mAh的鋰離子電池，有磨砂質感的青色、橙色和黑色后殼，同時附帶磨砂質感和抛光質感的白色后殼。

### 變種型號
所有型號支持2G/EDGE GSM頻段：850/900/1800/1900。

## 軟體
Lumia 640和Lumia 640 XL搭載微軟Windows Phone 8.1 Update 2（通過Lumia Denim軟件包），并且這兩款手機已於2016年3月17號開放升級Windows 10 Mobile。 最初在美國購買Lumia 640和Lumia 640 XL可獲得免費的一年Microsoft Office 365訂閲。

## 運營商
美國
- AT&T（僅限Lumia 640 XL）
- Cricket Wireless（僅限Lumia 640）
- MetroPCS（僅限Lumia 640）
- T-Mobile（僅限Lumia 640）